# Refrain
Refrain – utwór szwajcarskiej wokalistki Lys Assi, nagrany w 1956 roku i napisany przez Géo Voumarda i Émile Gardaz. Singiel był jedną z dwóch propozycji wokalistki, z którymi reprezentowała Szwajcarię podczas pierwszego Konkursu Piosenki Eurowizji w tym samym roku.
Podczas konkursu, który odbył się 24 maja 1956 roku w Teatro Kursaal w szwajcarskim Lugano, utwór został wykonany jako dziewiąty w kolejności. Dyrygentem orkiestry podczas występu był Fernando Paggi. Ostatecznie zdobył największą liczbę punktów od jurorów i wygrał koncert finałowy, zostając tym samym pierwszą zwycięską piosenką Konkursu Piosenki Eurowizji. Zapis z finału konkursu nie zachował się w archiwach, dlatego w sieci dostępna jest jedynie wersja dźwiękowa koncertu, a jedyny występ, którego zapis wideo został zachowany, jest zwycięskie wykonanie singla „Refrain” przez Assię.
W 2004 roku nagrana została nowa, niemieckojęzyczna wersja singla, do której słowa napisał Lil Pary. Utwór został umieszczony na albumie wokalistki pt. Sag mir wo wohnen die Engel, wydanym w 2007 roku.